# مؤتمر القاهرة (1943)

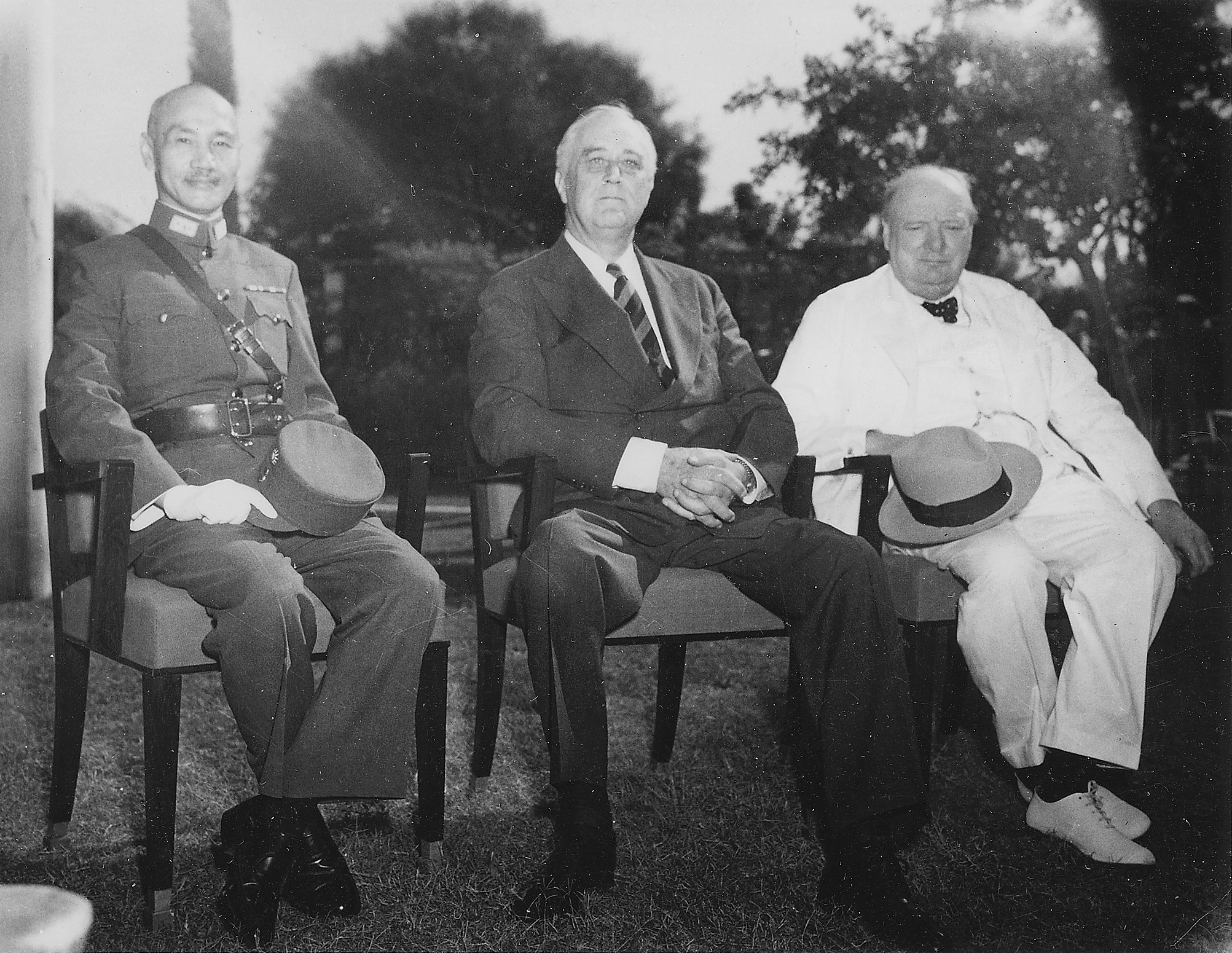
القائد العام تشان كاي شيك والرئيس فرانكلين روزفلت ورئيس الوزراء ونستون تشرشل اجتمعوا في القاهرة في مؤتمر القاهرة 25 نوفمبر، 1943.

مؤتمر القاهرة، 22 نوفمبر - 26 نوفمبر، 1943 ، والذي عقد في القاهرة، مصر وتناولت موقف الحلفاء ضد اليابان خلال الحرب العالمية الثانية وبعدها اتخذت قرارات حول آسيا. وحضر الاجتماع الرئيس فرانكلين روزفلت رئيس الولايات المتحدة وونستون تشرشل رئيس وزراء المملكة المتحدة، والقائد العام تشان كاي شيك من جمهورية الصين.
إعلان القاهرة الذي تم التوقيع عليه يوم 27 نوفمبر 1943، وأذيع في القاهرة في 1 ديسمبر 1943 ، أكد الحلفاء العزم على استمرار نشر قوة عسكرية في اليابان حتى الاستسلام غير المشروط. البنود الرئيسية الثلاثة للإعلان القاهرة هي أن «تتجرد اليابان عن أي أرض احتلتها منذ الحرب العالمية الأولى»، «جميع الأراضي التي سرقتها اليابان من الصينيين، مثل منشوريا وفورموزا وبسكادورز وهونجالدنجا تعاد إلى جمهورية الصين»، و«في الوقت المناسب كوريا تصبح حرة ومستقلة».